# Introversione ed estroversione
Il tratto introversione-estroversione è una dimensione centrale della personalità umana. I due termini furono introdotti nella psicologia da Carl Gustav Jung nel 1921, e da allora sono stati studiati e descritti da molti autori. Quasi tutte le teorizzazioni moderne della personalità prevedono questo tratto, come ad esempio il modello Big Five di McCrae e Costa, il modello trifattoriale di Hans Eysenck, il 16PF di Raymond Cattell, l'Indicatore Myers-Briggs o l'MMPI.

## Caratteristiche
Introversione ed estroversione sono due caratteristiche della mente umana individuate da Carl Gustav Jung e descritte per la prima volta nel suo libro dal titolo "Tipi Psicologici" pubblicato nel 1921. La differenziazione tra estroversi e introversi si realizza dall'individualità soggettiva nel rapportarsi alla realtà oggettiva in modo opposto (ma complementare): gli estroversi si rapportano al mondo privilegiando il contatto diretto e immediato con il reale, dando l'impressione di esserne immersi, soprattutto riguardo alle interazioni sociali, verso cui manifestano una grande attrazione; gli introversi, al contrario, si rapportano al mondo nella misura in cui il reale induce in loro la formulazione di concetti, idee, riflessioni, pensieri, fantasie, anche qualora relegati a uno stato puramente teorico e, quindi, senza alcun esito verso uno sviluppo pratico, dando l'impressione di un ritiro tattico a scopo valutativo se non per un vero e proprio disinteresse, in particolare verso le persone. Poiché l'homo sapiens si è affermato come specie sociale ma anche come specie culturale questo può portare a ipotizzare una specializzazione negli individui affinché la popolazione possa nel suo complesso rispondere a entrambe le esigenze, sociale da parte degli estroversi, culturale da parte degli introversi. Poiché però anche gli estroversi possono esprimere in una certa misura anche un loro mondo mentale così come anche gli introversi possono esprimere in una certa misura anche un loro mondo sociale, questo porta a validare ciò che è ragionevole ipotizzare, ovvero che la dimensione introversione/estroversione sia in realtà un continuum a due poli, in cui gli introversi sono le persone in cui prevale l'introversione e gli estroversi sono le persone in cui prevale l'estroversione.
Per il senso comune più semplicemente gli estroversi  sono coloro che tendono a essere socievoli e assertivi mentre gli introversi sono coloro che tendono a essere più riservati, riflessivi, meno socievoli, e quindi con minori probabilità di riuscire ad avere relazioni sociali con nuove persone, ma non necessariamente solitari, potendo avere gruppi di amici di dimensioni piuttosto ristrette. Il comportamento degli introversi tuttavia sarebbe in generale accordo con il fatto di non aver loro bisogno di cercare negli altri l'emozione perché di per sé propensi a fantasticare e riflettere.
La corretta interpretazione del modo di rapportarsi alla vita, in particolare quella sociale, da parte degli introversi non può però non prescindere dall'evidenza di una distribuzione asimmetrica delle due tipologie nella popolazione, con gli estroversi rappresentati da una larga maggioranza e gli introversi da una esigua minoranza, il che comporta una diversa probabilità di incontrare nel proprio cammino un proprio "simile". 
La diversa posizione rispetto alla norma fissata dalla maggiore rappresentatività degli estroversi è causa anche di una interpretazione negativa dell'introversione, talvolta condivisa dagli stessi introversi, basata sul pregiudizio, che vuole l'introversione come un tratto da correggere perché disfunzionale, in quanto appartenente allo spettro autistico o perché dovuta a traumi psichici subiti durante l'infanzia o l'adolescenza.

## Ambiversione
Sebbene molte persone considerino l'introversione o l'estroversione come esclusive, la maggior parte delle teorie sui tratti contemporanee tiene conto dei livelli di introversione e di estroversione come parte di un singolo continuum, all'interno del quale alcune persone si collocano vicino a un'estremità e altri vicino al centro. L'ambiversione si trova nel mezzo.  Un ambiverso è moderatamente a proprio agio con i gruppi e le interazioni sociali, ma assapora anche il tempo da solo, lontano dalla folla. In parole più semplici, un ambiverso è una persona il cui comportamento cambia in base alla situazione in cui si trova. Di fronte all'autorità o in presenza di estranei, la persona può essere introversa. Tuttavia, in presenza di familiari o amici intimi, la persona può essere altamente energica o estroversa.
Il concetto di ambiversione è oggi compreso - oltre che nel modo sopracitato - anche come la combinazione di tratti estroversi e introversi nella personalità di un essere umano, dunque tutti gli esseri umani secondo tale accezione del termine sono ambiversi, possedendo ogni persona sia tratti estroversi sia tratti introversi. Il concetto di ambiversione, più verosimile e meno astratto di un'ipotetica personalità totalmente estroversa o totalmente introversa, neutralizza la polarizzazione che si viene a creare quando si vogliono creare due "gruppi" umani teorici, cioè quello degli estroversi e quello degli introversi, e classificare le persone come appartenenti in esclusiva a uno di essi.
I termini introversione ed estroversione furono diffusi per la prima volta da Carl Gustav Jung. Praticamente tutti i tipi di personalità comprendono questi due concetti.

## Tipi psicologici di Jung
Fu Carl Gustav Jung a creare i caratteri tipologici dell'introverso e dell'estroverso, nella sua famosa opera Tipi psicologici (Psychologische Typen, anno di pubblicazione 1921), incrociandoli con quelle che definiva come funzioni: sensazione, sentimento, intuizione, intelletto, da cui discendevano altrettanti tipi: sensoriale, sentimentale, intuitivo, logico-razionale. La sua fu la prima classificazione empirico-scientifica dei tipi psicologici. Egli prende lo spunto dalla concezione di Sigmund Freud di una libido intesa come forza motivazionale primaria e distingue una libido diretta verso l'oggetto, il mondo esterno, e una libido diretta verso il soggetto, quindi il mondo interno, l'interiorità. Da questa prima distinzione nasce la concezione degli atteggiamenti estroverso e introverso, come variamente dosati all'interno della soggettività, e modulati a loro volta dalle altre quattro funzioni psicologiche.
Due, secondo Jung, sono i fondamentali principi che sono alla base del comportamento umano, due i sistemi che ne creano le motivazioni. La difficoltà nell'individuazione di una tipologia o di un'altra è dovuta da una parte alla casualità ambientale e temporale e alla volontà individuale. Introversione o estroversione classificano un modo di pensare e di conseguenza di reagire all'ambiente esterno, in base a una tipologica visione del mondo esterno stesso. La differenza fondamentale delle due tipologie è l'attenzione particolare che una pone verso il soggetto e l'altra verso l'oggetto, una verso l'aperto, l'altra verso il chiuso: chi è attirato dall'aperto o dall'oggetto viene definito come estroverso, chi dal chiuso o dal soggetto viene definito introverso.

## Introversione ed estroversione nei bambini
Se guardiamo ad esempio dei bambini, i meno corrotti dalla volontà individuale e dalla realtà ambientale, si possono notare le differenze in alcuni comportamenti tipici delle due tipologie. Il bambino introverso si porrà con attenzione, rispetto e profonda empatia nei confronti dei soggetti, i genitori, che per lui sono i grandi, gli importanti, gli incomprensibili, imprevedibili, ovvero l'aperto, e una sorta di sfida invece verso gli oggetti, un comportamento di curiosità iniziale ma anche di rapida noia. Per il bambino introverso qualsiasi comportamento dell'adulto nei suoi confronti è visto come giustificabile, il grande ha il potere di fare ciò che vuole, in poche parole parte con un atteggiamento di fiducia verso i soggetti e di sfiducia verso gli oggetti. Il bambino estroverso manifesterà attenzione agli oggetti e anche una forte affettività agli stessi, ma anche molta empatia verso gli esseri umani, che in taluni casi - dato il carattere indipendente - può indurre una sfida verso gli adulti di cui controllerà e verificherà i comportamenti.
Il bambino estroverso parte quindi con un atteggiamento di sfiducia verso i soggetti e di fiducia verso gli oggetti. Con lo sviluppo, nell'età adolescenziale, questi comportamenti tendono a sconvolgersi all'interno del gruppo familiare. L'estroverso tenderà a vedere il soggetto nemico al di fuori della famiglia, l'introverso comincerà a sottovalutare e persino a odiare i soggetti familiari in quanto si accorge di averli sopravvalutati e rivolge la sua attenzione alla ricerca di soggetti all'esterno del nucleo familiare. Se con il bambino estroverso il genitore dovrà preoccuparsi di essere giusto, con il bambino introverso dovrà essere sincero, non dovrà mostrarsi più di quello che è.